# Гаррі Поттер (серія фільмів)
Гаррі Поттер (англ. Harry Potter) — британсько-американська серія кінофільмів на основі романів англійської письменниці Джоан Роулінг про пригоди молодого чарівника Гаррі Поттера. Серія складається з восьми картин основної сюжетної лінії, які виходили з 2001 до 2011 року, існують також три фільми-приквели.
Кіносерія була створена та спродюсована компанією Warner Bros., виробництвом фільмів також займались студія Девіда Геймана Heyday Films та студія Кріса Коламбуса 1492 Pictures. Головних героїв — Гаррі Поттера, Рона Візлі та Герміону Грейнджер, — зіграли відповідно Денієл Редкліфф, Руперт Ґрінт і Емма Вотсон.
Над серією працювали чотири режисери: Кріс Коламбус, Альфонсо Куарон, Майк Ньюелл і Девід Єйтс. Для семи з восьми кінокартин основної сюжетної лінії сценарії написав Стів Кловз, винятком став лише фільм «Гаррі Поттер та Орден Фенікса» (2007), над ним працював Майкл Голденберг.
У приквелі «Фантастичні звірі і де їх шукати» (2016), який також створений на основі однойменної книги, розгортається оповідь про події, що сталися за 65 років до початку основної сюжетної лінії пригод Гаррі Поттера. Його продовженням стали фільми «Фантастичні звірі: Злочини Ґріндельвальда» (2018) і «Фантастичні звірі: Таємниці Дамблдора» (2022), в яких йдеться про пригоди легендарного дослідника фантастичних звірів — Ньюта Скамандера.
Без врахування інфляції, це третя серія фільмів із найбільшою сумою касових зборів (сумарно понад 7,7 мільярда доларів) після серії фільмів від Marvel, а також після франшизи «Зоряні війни».

## Фільми

### Гаррі Поттер і Філософський Камінь (2001)

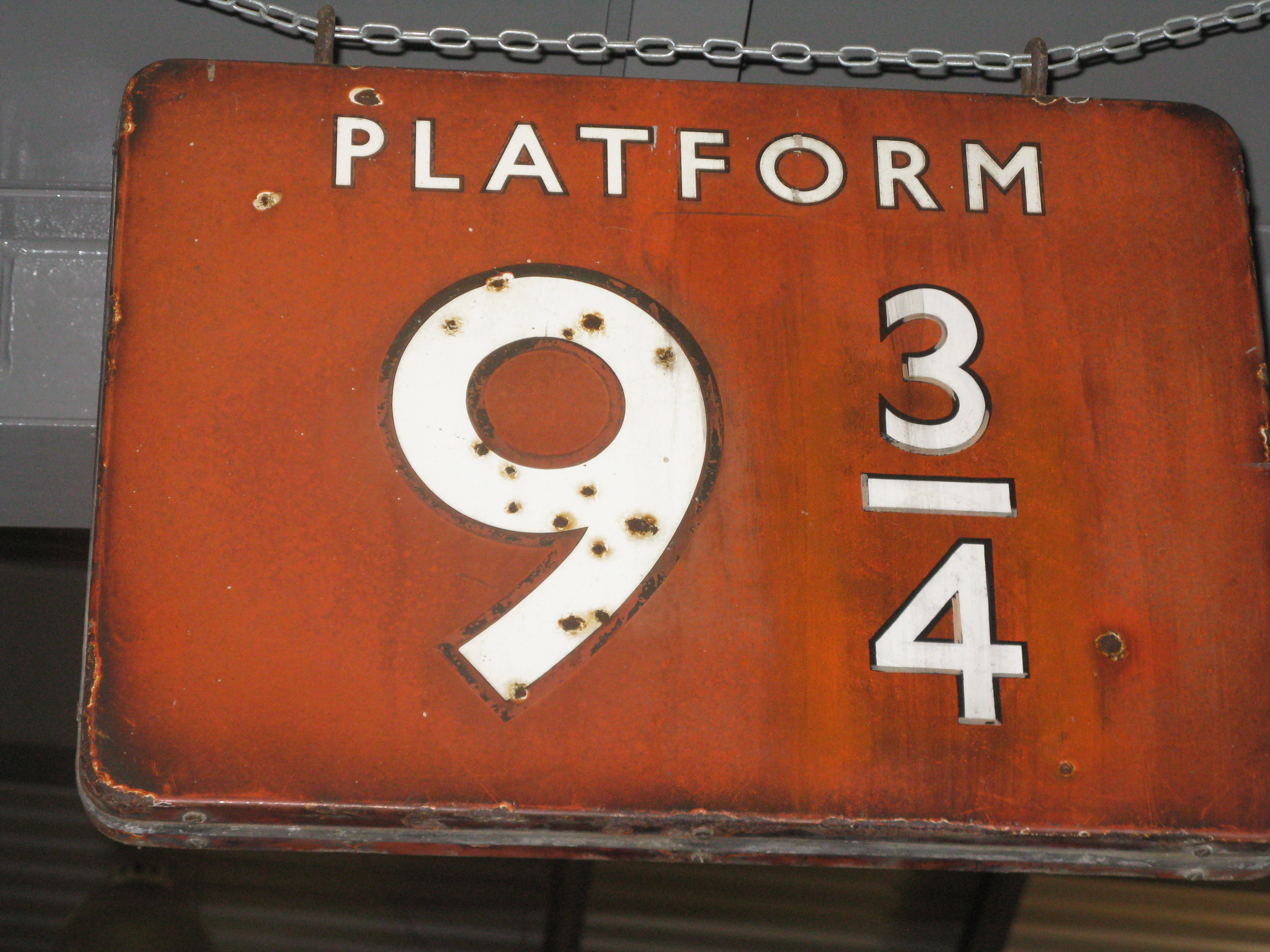
Платформа 9 і 3/4 (за допомогою якої в фільмі потрапляли у чарівний світ)

Гаррі Поттер — хлопець-сирота, вихований маґлами (тіткою Петунією та дядьком Верноном). Коли йому виповнилось одинадцять років Рубеус Геґрід повідомляє Гаррі, що він насправді є чарівником, а його батьків вбив темний чарівник Лорд Волдеморт. Волдеморт також намагався вбити однорічного Гаррі тієї ж ночі, але його смертельне закляття відбилося від Гаррі і призвело до слабкої та безпорадної форми самого Волдеморта. У результаті Гаррі став надзвичайно відомим у світі чарівників. Гаррі починає свій перший курс у Гоґвортсі — школи чаклунства та магії. Протягом року Гаррі та його друзі Рон Візлі та Герміона Грейнджер дізнаються таємницю філософського каменю, який зберігається у школі.

### Гаррі Поттер і Таємна Кімната (2002)

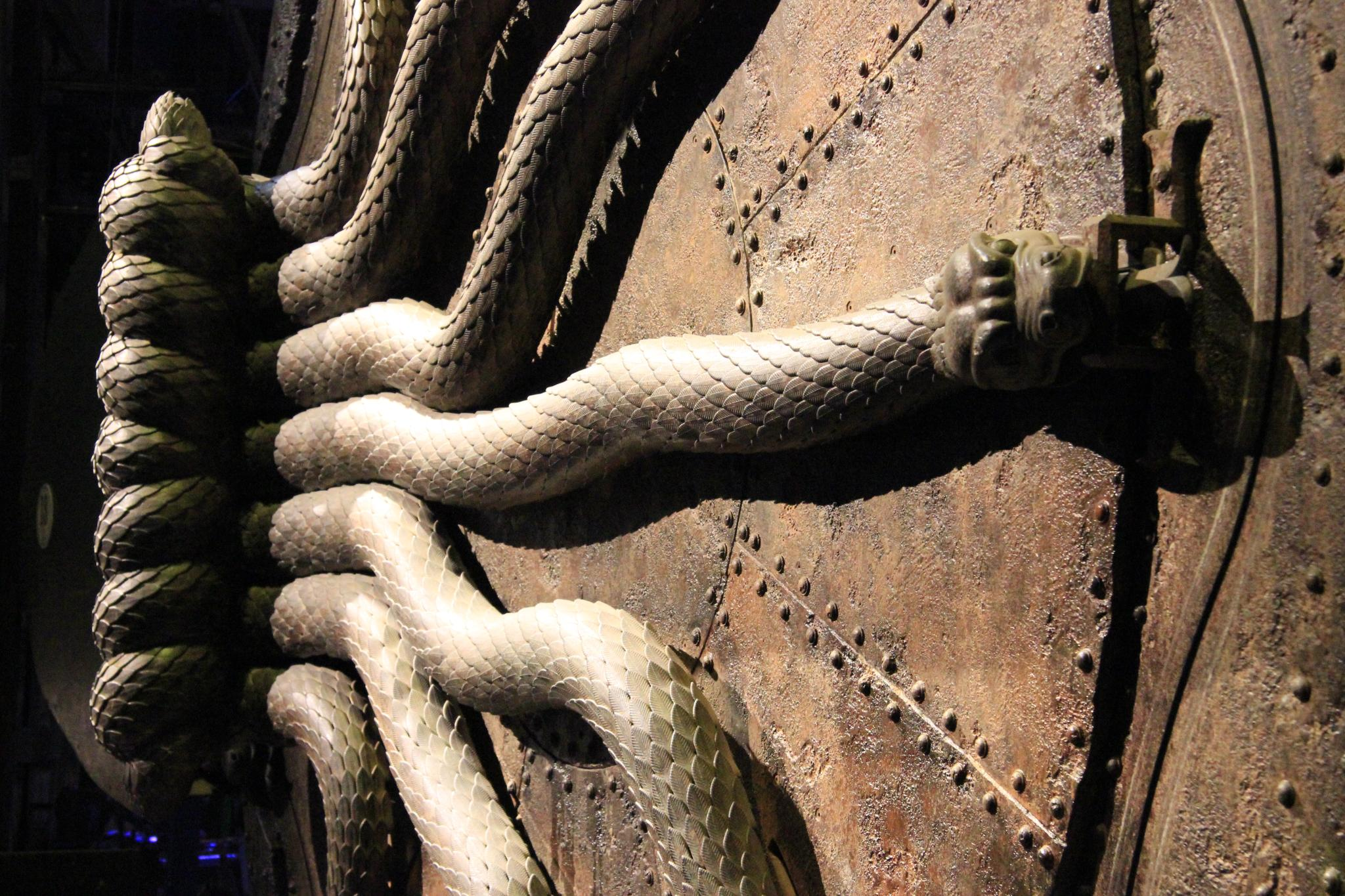
Вхід у таємну кімнату

Гаррі, Рон і Герміона повертаються до Гоґвортсу на другий рік, який видасться набагато важчим, ніж перший. Гаррі дізнається, що в Гоґвортсі мешкає чудовисько — Василіск. Гаррі розуміє, що він, як і Салазар Слизерин, здатен говорити Парселмовою, і виявляє дивні властивості таємничого щоденника, який належить Тому Марволо Редлу.

### Гаррі Поттер і В'язень Азкабану (2004)
Третій рік навчання Гаррі Поттера у Гоґвортсі. Професор Ремус Дж. Люпин обіймає посаду вчителя захисту проти темних мистецтв в той час, як засуджений вбивця Сіріус Блек втікає з Азкабану. Міністерство магії доручає дементорам захищати Гоґвортс від Блека. Гаррі дізнається більше про своє минуле та про зв'язок із Сіріусом.
«Гаррі Поттер і в'язень Азкабану» — єдиний фільм з серії, який ніколи не входив у 50 найбільш касових фільмів усіх часів.

### Гаррі Поттер і Келих Вогню (2005)

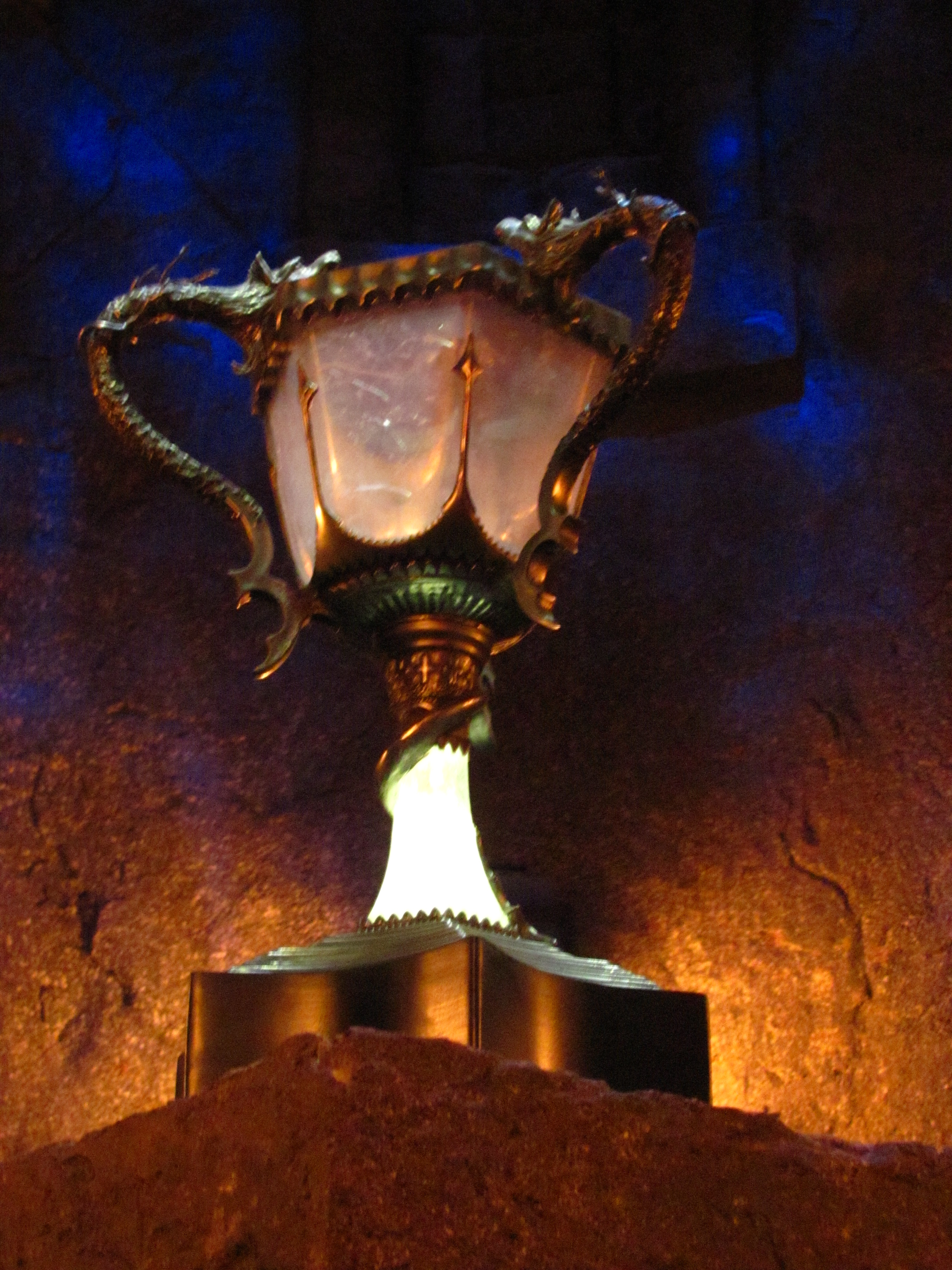
Кубок тричаклунського турніру

Під час четвертого курсу у Гоґвортсі відбувається легендарна подія: Турнір трьох чарівників. У турнірі беруть участь три школи, з трьома «чемпіонами», які представляють кожну школу у смертельних завданнях. Келих вогню серед усіх бажаючих взяти участь в турнірі вибирає Флер Делакур, Віктора Крама та Седрика Діґорі. Однак, ім'я Гаррі також випадає з келиха, що робить його четвертим чемпіоном і надалі призводить до зустрічі з відродженим Лордом Волдемортом.

### Гаррі Поттер і Орден Фенікса (2007)
П'ятий рік Гаррі починається з того, що він натрапляє на дементорів у маленькому містечку Літтл Уінґінґ. Пізніше він дізнається, що Міністерство магії заперечує повернення Лорда Волдеморта. Гаррі мучать тривожні та реалістичні кошмари, а професорка Долорес Амбрідж, заступниця міністра магії Корнеліуса Фаджа, стає новим вчителем захисту проти темних сил. Гаррі усвідомлює, що Волдеморт хоче вбити його через пророцтва, яке говорить: «Один не зможе жити, допоки живий інший». У п'ятій частині також відбувається повстання за участю студентів Гоґвортсу і таємної організації Орден Фенікса проти Міністерства магії та Смертежерів.

### Гаррі Поттер і Напівкровний Принц (2009)
На шостому році Гаррі у Гоґвортсі Лорд Волдеморт і його смертежери посилюють страх світу чарівників перед ними. Директор Альбус Дамблдор переконує свого старого друга Горація Слизорога повернутися до Гоґвортсу професором, оскільки є вакантна посада. Однак, існує важлива причина для повернення Слизорога. У той самий час на уроці зіллєваріння Гаррі знаходить старий шкільний підручник, підписаний як «Власність Напівкровного принца». Драко Малфой намагається виконати завдання, доручене йому Волдемортом. Тим часом Дамблдор і Гаррі таємно працюють разом, щоб знайти спосіб знищити Темного Лорда раз і назавжди.

### Гаррі Поттер і Смертельні Реліквії— Частина 1 (2010)
Після несподіваних подій наприкінці попереднього року Гаррі, Рону та Герміоні доручають шукати та знищити таємницю Лорда Волдеморта — горокракси. Очікується, що це буде їх останній рік у Гоґвортсі, але розпад Міністерства Магії та прихід Волдеморта до влади не дозволяє їм відвідувати школу. Тріо проходить довгий шлях з багатьма перешкодами на своєму шляху, включаючи смертежерв, ненависників і загадкові Смертельні реліквії. Зв'язок Гаррі зі свідомістю Темного Лорда стає все сильнішим.

### Гаррі Поттер і Смертельні Реліквії— Частина 2 (2011)
Після знищення одного горокракса і виявлення значущості Смертельних реліквій, Гаррі, Рон та Герміона продовжують шукати інші горокракси, щоб вбити Волдеморта, який зараз отримав наймогутнішу у світі бузинову паличку. Темний Лорд викриває плани трійці й розпочинає атаку на Гоґвортс, куди тріо повертається на останнє протистояння темним силам, які загрожують світу чарівників та світу маґлів.
«Гаррі Поттер і Дари Смерті — частина 2» — один з 30 фільмів із касовим збором на загальну суму понад 1 млрд доларів, а це 8 місце серед найбільш касових фільмів в історії кінематографа.

### Приквели
- Фантастичні звірі та де їх шукати — 2016 рік.
- Фантастичні звірі: Злочини Ґріндельвальда — 2018 рік.
- Фантастичні звірі: Таємниці Дамблдора — 2022 рік.

## Музика
Джон Вільямс створював музику для перших трьох фільмів та отримав номінацію на премію «Оскар» за перший і третій фільм.
Серія фільмів про «хлопця, який вижив» мала чотирьох композиторів. Джон Вільямс: перші три фільми: Філософський камінь, Таємна кімната та в'язень Азкабану. Проте, другий фільм був адаптований та виконаний Біллі Россом через конфліктні зобов'язання Вільямса.
Після того, як Вільямс залишив серію для проведення інших проєктів, Патрік Дойл створив композиції для четвертого фільму, яким керував Майк Ньюел, з яким Дойл працював раніше. У 2006 році Ніколас Гупер почав працювати над 5 фільмом під керівництвом режисера Девіда Єйтса. Гупер також склав саундтрек до шостого фільму, але вирішив не повертатись до фінальних фільмів.
У січні 2010 року Александр Деспла був затверджений композитором фільму Гаррі Поттер та Смертельні реліквії. Частина 1. Оркестрування фільму розпочалося влітку разом з Конрадом Папою, оркестратором на перших трьох фільмах про Гаррі Поттера, що співпрацював з Деспла. Деспла повернувся, щоб закінчити серію композицій до останнього фільму Гаррі Поттер та Смертельні реліквії. Частина 2. у 2011 році.
Режисер Девід Єйтс заявив, що хоче, щоб Джон Вільямс повернувся до серії для остаточного внеску, але їх графіки не збіглися через невідкладний попит на композитора. Остання сесія запису Гаррі Поттера відбулася 27 травня 2011 року на студії Abbey Road з Лондонським симфонічним оркестром, оркестратором Конрадом Папою та композитором Александром Деспла.
Дойл, Гупер і Деспла представили власні особисті теми на свої звукові доріжки, зберігаючи кілька тем Джона Вільямса.

## Касові збори
| Фільм                                         | Касові збори, у тому числі: | Касові збори, у тому числі: | Касові збори, у тому числі: | Бюджет         | Рік  | Джерело |
| Фільм                                         | США                         | Інші країни                 | Загальна сума               | Бюджет         | Рік  | Джерело |
| --------------------------------------------- | --------------------------- | --------------------------- | --------------------------- | -------------- | ---- | ------- |
| Гаррі Поттер і філософський камінь            | $317 575 550                | $657 179 821                | $974 755 371                | $125 000 000   | 2001 | [ 2 ]   |
| Гаррі Поттер і таємна кімната                 | $261 988 482                | $616 991 152                | $878 979 634                | $100 000 000   | 2002 | [ 3 ]   |
| Гаррі Поттер і В'язень Азкабану               | $249 541 069                | $547 147 480                | $796 688 549                | $130 000 000   | 2004 | [ 4 ]   |
| Гаррі Поттер і келих вогню                    | $290 013 036                | $606 898 042                | $896 911 078                | $150 000 000   | 2005 | [ 5 ]   |
| Гаррі Поттер та Орден Фенікса                 | $292 004 738                | $647 881 191                | $939 885 929                | $150 000 000   | 2007 | [ 6 ]   |
| Гаррі Поттер і Напівкровний Принц             | $301 959 197                | $632 457 290                | $934 416 487                | $250 000 000   | 2009 | [ 7 ]   |
| Гаррі Поттер і Смертельні Реліквії: Частина 1 | $295 983 305                | $664 300 000                | $960 283 305                | $125 000 000   | 2010 | [ 8 ]   |
| Гаррі Поттер і Смертельні Реліквії: Частина 2 | $381 011 219                | $960 500 000                | $1 341 511 219              | $125 000 000   | 2011 | [ 9 ]   |
| Фантастичні звірі і де їх шукати              | $234 037 575                | $580 000 000                | $814 037 575                | $180 000 000   | 2016 | [ 10 ]  |
| Фантастичні звірі: Злочини Ґріндельвальда     | $159 555 901                | $495 300 000                | $654 855 901                | $200 000 000   | 2018 | [ 11 ]  |
| Фантастичні звірі: Таємниці Дамблдора         | $95 850 844                 | $309 310 490                | $405 161 334                | $200 000 000   | 2022 | [ 12 ]  |
| Сума                                          | $2 881 205 142              | $6 716 020 797              | $9 599 270 939              | $1 735 000 000 |      |         |